# Coniopteryx plagiotropa
Coniopteryx plagiotropa är en insektsart som beskrevs av Z.-q. Liu och C.-k. Yang 1997. Coniopteryx plagiotropa ingår i släktet Coniopteryx och familjen vaxsländor. Inga underarter finns listade i Catalogue of Life.